# لیدیا آلفیوا
لیدیا آلفیوا (اوکراینی: Лiдiя Николiевна Алфеева؛ زادهٔ ۱۷ ژانویهٔ ۱۹۴۶ – ۱۸ آوریل ۲۰۲۲) ورزشکار دو و میدانی اهل اتحاد جماهیر شوروی سوسیالیستی بود که در رشته پرش طول فعالیت می‌کرد.
وی در بازی‌های المپیک تابستانی ۱۹۷۶ که در مونترآل کانادا برگزار شد، موفق به کسب ۱ مدال برنز در بخش پرش طول گشت.